# Hydro-Québec
Hydro-Québec es una empresa pública canadiense de la provincia de Quebec, fundada en 1944. Su único accionista es el Gobierno de Quebec. La compañía, con sede en Montreal, es responsable de la generación, transmisión y distribución de energía eléctrica en Quebec.
Con 63 plantas de energía hidroeléctrica y una planta de energía nuclear, Hydro-Quebec es el mayor productor de electricidad en Canadá, y el mayor productor mundial de energía hidroeléctrica. La capacidad instalada de sus instalaciones es de 36 971 MW, cuenta con 22 501 empleados y cerca de 4 millones de usuarios.